# Lasiophila munda
Lasiophila munda är en fjärilsart som beskrevs av Otto Thieme 1906. Lasiophila munda ingår i släktet Lasiophila och familjen praktfjärilar. Inga underarter finns listade i Catalogue of Life.